# Browns
Browns – wieś w Stanach Zjednoczonych, w stanie Illinois, w hrabstwie Edwards.